# Teixeira
Teixeira là một đô thị thuộc bang Paraíba, Brasil. Đô thị này có diện tích 114,437 km², dân số năm 2007 là 13663 người, mật độ 107,6 người/km².